# Heribert Rosweyde

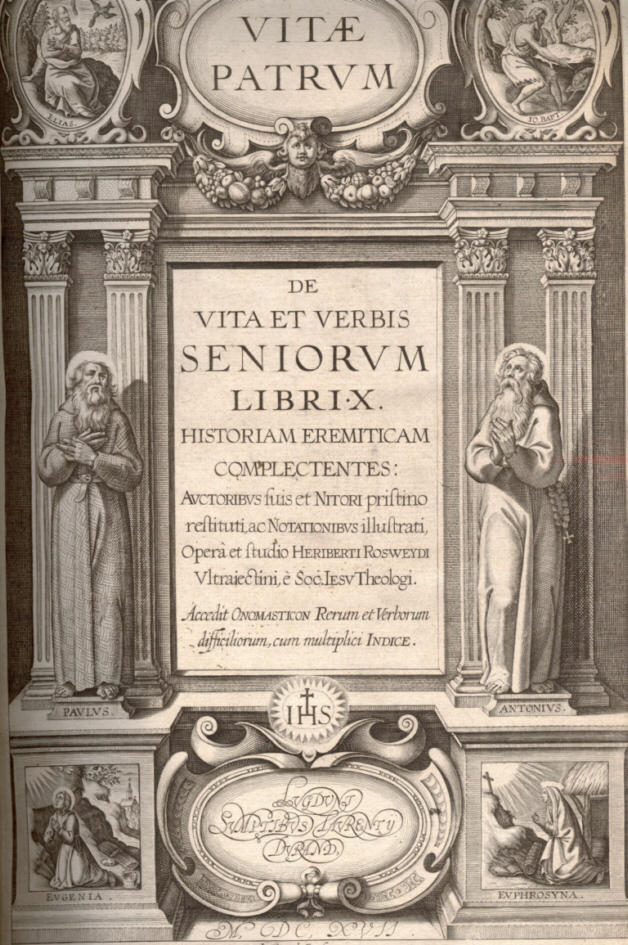
Titelblad van Rosweydes Vitae Patrum

Heribert Rosweyde (Utrecht, 2 januari 1569 – Antwerpen, 5 oktober 1629) was jezuïet, hagiograaf en hagioloog.
Zijn onafgewerkte werk werd na zijn dood in 1630 opgepakt door Jean Bolland. In 1635 werd Godefridus Henschenius toegevoegd als assistent van Jean Bolland. Henschenius systematiseerde het werk van Jean Bolland en verbreedde tevens het perspectief. Rosweydes werk stond zo aan de basis van het genootschap van de bollandisten.
Het genootschap van de bollandisten publiceerde tot op heden 68 delen, de Acta Sanctorum. In 1940 kwam tot nu toe het laatste deel, deel 68, uit. Dit is een voorbeschouwing op de heiligendagen in de maand december. Deze boekwerken, de Acta Sanctorum (Handelingen der Heiligen) behandelen kritisch de heiligen binnen de katholieke kerk op naamdag, te beginnen op 1 januari.